# Diana Dymchenko
Diana Dymchenko (en ucraniano: Діана Димченко; 8 de septiembre de 1989) es una deportista ucraniana que compitió en remo.
Ganó una medalla de bronce en el Campeonato Europeo de Remo de 2018, en la prueba de scull individual. Además, obtuvo siete medallas en el Campeonato Mundial de Remo de Mar, entre los años 2017 y 2023.

## Palmarés internacional
| Campeonato Europeo | Campeonato Europeo    | Campeonato Europeo | Campeonato Europeo |
| Año                | Lugar                 | Medalla            | Prueba             |
| ------------------ | --------------------- | ------------------ | ------------------ |
| 2018               | Glasgow (Reino Unido) | Medalla de bronce  | Scull individual   |